# Vandalia (Ohio)
Vandalia es una ciudad ubicada en el condado de Montgomery en el estado estadounidense de Ohio.  

## Geografía
Vandalia se encuentra ubicada en las coordenadas 39°52′44″N 84°11′32″O / 39.87889, -84.19222. Según la Oficina del Censo de los Estados Unidos, Vandalia tiene una superficie total de 32.15 km², de la cual 31.97 km² corresponden a tierra firme y (0.55%) 0.18 km² es agua.

## Demografía
Según el censo de 2010,había 15.246 personas residiendo en Vandalia. La densidad de población era de 474,26 hab./km². De los 15246 habitantes, Vandalia estaba compuesto por el 91.53% blancos, el 4.14% eran afroamericanos, el 0.13% eran amerindios, el 1.44% eran asiáticos, el 0.03% eran isleños del Pacífico, el 0.59% eran de otras razas y el 2.14% pertenecían a dos o más razas. Del total de la población el 1.61% eran hispanos o latinos de cualquier raza.
Para el censo del año 2020, la población descendió a 15.209 habitantes, de los cuales 12.911 eran blancos, 39 amerindios, 237 asiáticos, 1.046 afroamericanos, 312 hispanos o latinos, 5 isleños del Pacífico, 86 de otra raza y 885 de dos o más razas.